# Gimnasio de la Universidad Católica
El Gimnasio de la Universidad Católica o Gimnasio UC, propiedad de la Pontificia Universidad Católica y el Club Deportivo Universidad Católica, fue un recinto deportivo que marcó una época en el deporte chileno, al albergar partidos oficiales de la Asociación de Básquetbol de Santiago, veladas de boxeo a nivel amateur y profesional, entre otros eventos. Fue inaugurado en 1928. En 1938, bajo la misma administración y propietarios, fue trasladado a la cuadra siguiente en Avenida Portugal 71, también situado en la numeración 76 y 79, y modernizado.

## Historia

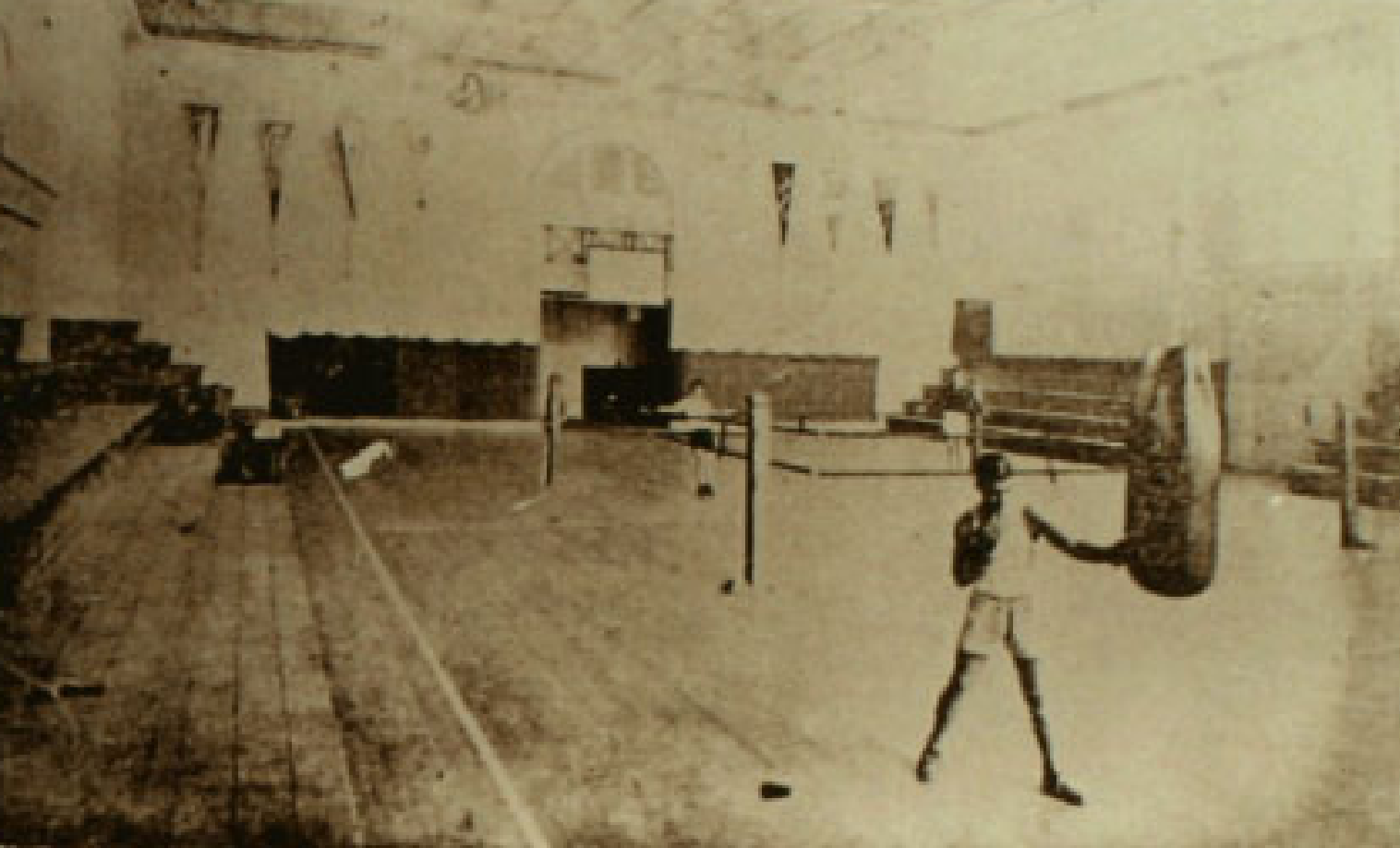
El primer Gimnasio del Club Deportivo Universidad Católica.

El 30 de agosto de 1927, junto con la primera fundación del club deportivo, se anunció la construcción del Estadio Universidad Católica y el gimnasio UC en Alameda Bernardo O'Higgins 350, dependencias de la Casa central de la Pontificia Universidad Católica de Chile.
En 1928, el gimnasio fue inaugurado con una capacidad para aproximadamente 600 espectadores. En el recinto se realizaban partidos de básquetbol, voleibol y veladas de boxeo, además de las coordinaciones de la barra para el espectáculo del Clásico universitario. En los muros se exhibían estandartes de las facultades de la universidad.
Dentro de las ramas más populares del Club Deportivo Universidad Católica, luego de la fundación en 1927, se encontraba el fútbol, atletismo, tenis y el boxeo. Este último deporte con frecuencia llenaba el gimnasio con interesados en practicarlo. Comenzaron a organizarse veladas entre las facultades de Ingeniería, Leyes y Arquitectura.
En 1930, fue el centro de entrenamiento de Estanislao Loayza, que se preparaba para enfrentar a Luis Vicentini en la pelea más importante en la historia del boxeo chileno. En esa misma temporada, el gimnasio fue sede de los encuentros de baloncesto correspondientes al Día de la Universidad Católica.

### Gimnasio moderno

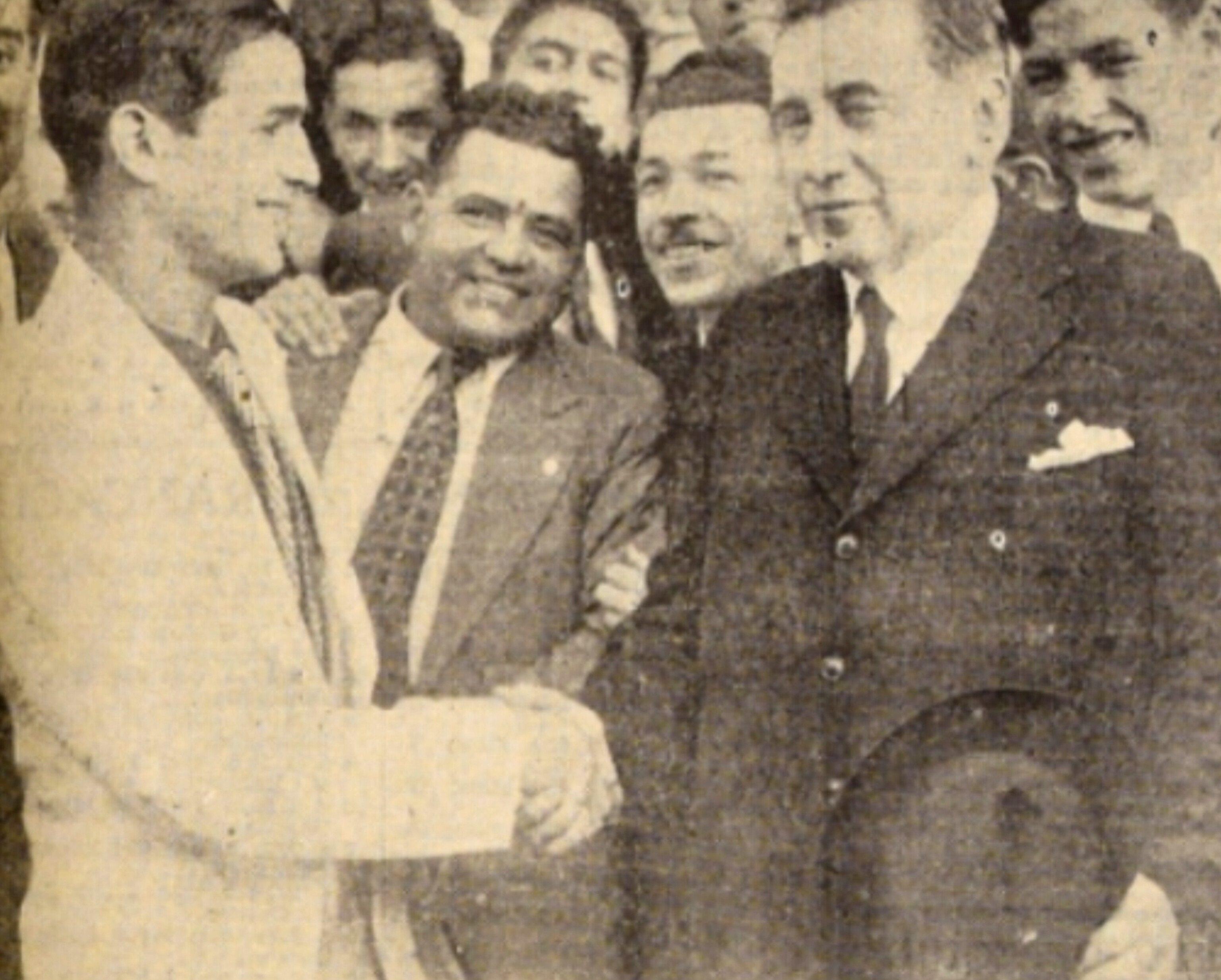
Saludo del presidente de Chile Arturo Alessandri Palma al boxeador Raúl Carabantes en la ceremonia de la primera piedra del gimnasio.

El 4 de diciembre de 1937, se celebró la ceremonia de la colocación de la primera piedra del nuevo gimnasio, el cual fue situado en Avenida Portugal 71. De acuerdo a la prensa de la época, la nueva ubicación, tras el campus de la casa central de la Pontificia Universidad Católica, a apenas una cuadra de distancia del anterior reducto, también ocupaba otras numeraciones, como el 76 y 79, debido a la dimensión del recinto. La ceremonia de la primera piedra fue realizada por el presidente de Chile de la época, Arturo Alessandri Palma, con la presencia de ministros y del rector de la PUC, Carlos Casanueva. En dicha oportunidad, hubo una premiación a los campeones universitarios en las diversas ramas deportivas que poseía el Club Deportivo Universidad Católica. El Gimnasio moderno, como fue conocido, se construyó sobre el terreno donde se había edificado el Estadio Universidad Católica, y simultáneamente se edificó a su lado el Hospital Clínico.
El 3 de diciembre de 1938, el Club Deportivo Universidad Católica inauguró el Gimnasio moderno, con una capacidad para 1 500 espectadores. Años más tarde, se realizó la primera transmisión televisiva en Chile desde su interior, a través de circuito cerrado, bajo la dirección de Germán Becker Ureta y con Julio del Río a cargo de la cámara. 

## Eventos deportivos

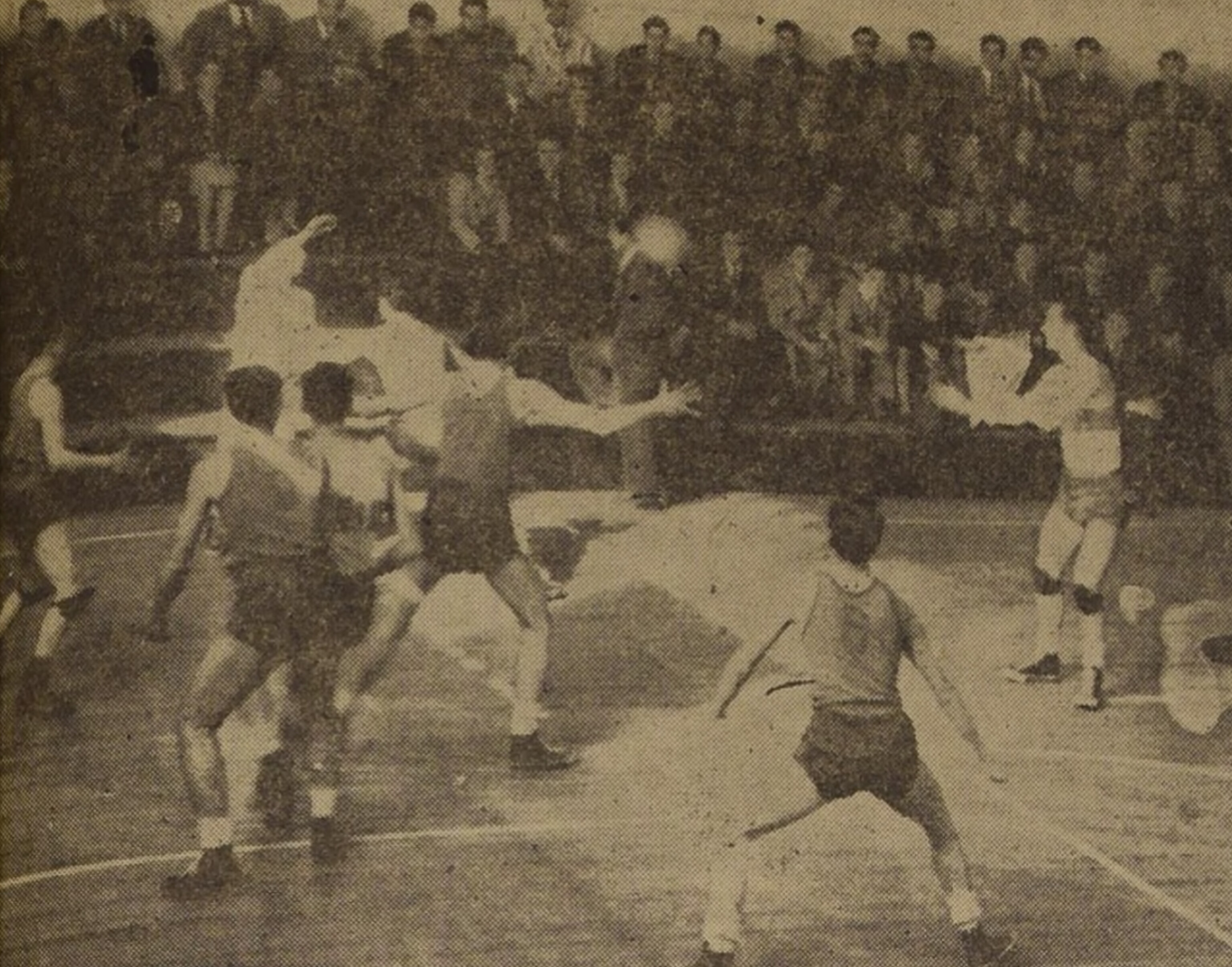
Final del Torneo de Invitación 1949.

Tras ser trasladado en 1938, el Gimnasio de la Universidad Católica fue escenario de finales de la Asociación de Básquetbol de Santiago, como ocurrió en el Clausura 1938, o de encuentros decisivos por el título de ese torneo, lo cual sucedió en 1941. En 1949, se desarrolló en estas dependencias el Torneo de Invitación de básquetbol, que reunió a equipos de la División de honor de la Asociación Santiago. En la final, Universidad Católica derrotó a Ferroviario por 57-33. En ese mismo deporte, el recinto albergó certámenes organizados por el Club Deportivo de la Caja Nacional de Empleados Públicos,  y de la Liga Comercial de Deportes de Santiago.
En cuanto a otras disciplinas, se jugaron encuentros correspondientes a la Asociación de voleibol de Santiago. Además hubo jornadas de boxeo. Se desarrollaron torneos internos a nivel de facultades, en el recinto original y en el de Avenida Portugal, como también otras veladas amateurs y profesionales.

## Recintos posteriores
Con el paso de los años, las ramas deportivas que utilizaban los gimnasios de la casa central y Avenida Portugal, y aún estaban vigentes, como el básquet y voleibol, se instalaron en el Complejo Deportivo Santa Rosa de Las Condes, recinto del CDUC ubicado en la ribera sur del Río Mapocho, comuna de Las Condes, Santiago de Chile.
Actualmente, el club deportivo dispone del Edificio de Deportes, ubicado en el Complejo Deportivo San Carlos de Apoquindo.